# Љермонтов
Љермонтов (рус. Лермонтов) град је у Русији у Ставропољском крају.

## Географија
Површина града износи 31 km².

## Становништво
| 1959.  | 1970.  | 1979.  | 1989.  | 2002.  | 2010.  |
| ------ | ------ | ------ | ------ | ------ | ------ |
| 10.926 | 15.063 | 18.785 | 20.772 | 22.964 | 22.541 |